# I ka kené
I Ka Kené es el séptimo álbum de estudio del grupo madrileño Dover, publicado el 4 de octubre de 2010.
Las canciones fueron compuestas entre marzo de 2009 y mayo de 2010. El propio álbum fue grabado y producido por Dover en los Estudios Reno de Madrid entre el 7 de junio y el 9 de julio de 2010. Cinco de las canciones han sido mezcladas por Chris Lord-Alge ("Paramore", "Simple Plan" entre otros) en Los Ángeles, el resto ha sido mezclado por Jesús Antúnez. El disco fue masterizado por Ted Jensen. Dannayá, el primer sencillo, fue prelanzado en iTunes el 31 de julio de 2010.
Está compuesto por 10 canciones cantadas en inglés, bambara y francés, con una duración total superior a los 30 minutos. Además de la edición tradicional, Dover también publicó una edición especial que incluía un vinilo del álbum y un remix de "Dannayá" hecho por el Instituto Mexicano del Sonido.

## Lista de canciones
Todas las canciones escritas y compuestas por Amparo Llanos y Cristina Llanos. 
| N.º   | Título                  | Duración |  |
| 1.    | «Dannayá»               | 3:07     |  |
| 2.    | «Under Your Spell»      | 3:07     |  |
| 3.    | «Any Love»              | 3:14     |  |
| 4.    | «Junette»               | 3:22     |  |
| 5.    | «Solitaire»             | 2:54     |  |
| 6.    | «I Ka Kené»             | 2:59     |  |
| 7.    | «La Réponse Divine»     | 2:15     |  |
| 8.    | «Yafama»                | 4:43     |  |
| 9.    | «A Bullet to the Heart» | 3:48     |  |
| 10.   | «Diarabi»               | 3:14     |  |
| 32:43 |                         |          |  |

En mayo de 2011, Dover publicó I Ka Kené: The remixes, en su mayoría remezclas de "Dannayá", sencillo que fue popular en algunos países europeos. El álbum se publicó únicamente en formato digital.
| The remixes |                                                 |                               |          |  |
| N.º         | Título                                          | Producer(s)                   | Duración |  |
| 1.          | «Dannayá (Bodybangers Remix Edit)»              | Bodybangers                   | 3:34     |  |
| 2.          | «Dannayá (Moonflowers Radio Remix)»             | Moonflowers                   | 3:34     |  |
| 3.          | «Dannayá (Rolling Hackers Muscle Remix)»        | Rolling Hackers               | 4:20     |  |
| 4.          | «Dannayá (Future Presidentes Remix)»            | Future Presidentes            | 3:01     |  |
| 5.          | «Under Your Spell (Jp Candela Remix)»           | JP Candela                    | 4:55     |  |
| 6.          | «Dannayá (J.W Rad Remix)»                       | J.W Rad                       | 3:43     |  |
| 7.          | «Dannayá (Eme Dj & Fiumichino Remix)»           | Eme Dj & Fiumichino           | 6:26     |  |
| 8.          | «Dannayá (Meneo Remix)»                         | Meneo                         | 3:08     |  |
| 9.          | «Under Your Spell (Macchio & Morita)»           | Macchio & Morita              | 4:39     |  |
| 10.         | «Dannayá (Instituto Mexicano Del Sonido Remix)» | Instituto Mexicano del Sonido | 2:59     |  |
| 11.         | «Dannayá (Fizz Moon Remix)»                     | Fizz Moon                     | 3:46     |  |
| 12.         | «Under your spell (Oscar Salguero Remix)»       | Oscar Salgguero               | 3:15     |  |
| 13.         | «Dannayá (Dani Moreno Remix)»                   | Dani Moreno                   | 3:36     |  |
| 14.         | «Dannayá (Rolling Hackers Remix)»               | Rolling Hackers               | 3:18     |  |
| 54:14       |                                                 |                               |          |  |

## Personal
Dover
- Cristina Llanos – Voz y guitarra acústica
- Amparo Llanos – Guitarras
- Jesús Antúnez – Batería
- Samuel Titos – Bajo

## Listas

### Listas semanales
| Lista (2010)               | Mejor posición |
| -------------------------- | -------------- |
| Lista de álbumes españoles | 14             |